# Zvenimir, Silistra
Zvenimir (în bulgară Звенимир, în română Avdular) este un sat în comuna Glavinița, regiunea Silistra, Dobrogea de Sud, Bulgaria. Între anii 1913-1940 a făcut parte din plasa Accadânlar a județului Durostor, România. Lângă localitate a mai existat o așezare (azi dispărută) numită Aivatchioi în timpul administrației românești și Malŭk Zvenimir în bulgară.

## Demografie
Componența etnică a satului Zvenimir
     Bulgari (2,7%)
     Turci (68,64%)
     Romi (1,08%)
     Nicio identificare (27,56%)
La recensământul din 2011, populația satului Zvenimir era de 370 locuitori. Din punct de vedere etnic, majoritatea locuitorilor (68,64%) erau turci, existând și minorități de bulgari (2,7%) și romi (1,08%). Pentru 27,56% din locuitori nu este cunoscută apartenența etnică.

### Recensământul românesc din 1930
Componența etnică a comunei Avdular (județul Durostor)
     Români (2,53%)
     Armeni (1,81%)
     Turci (95,66%)
Componența confesională a comunei Avdular
     Ortodocși (4,34%)
     Musulmani (95,66%)
Conform recensământului efectuat în 1930, populația comunei Avdular se ridica la 276 locuitori. Majoritatea locuitorilor erau turci (95,66%), cu o minoritate de români (2,53%) și una de armeni (1,81%). Din punct de vedere confesional, majoritatea locuitorilor erau musulmani (95,66%), dar existau și ortodocși (4,34%).